# آنگلا مرکل
آنگِلا دوروتئا مِرکِل (تلفظ [ˈaŋɡela doʁoˈte:a ˈmɛʁkl̩] ()) با نام تولد آنگِلا دوروتِئا کاسنِر (به آلمانی: Angela Dorothea Kasner) (زادهٔ ۱۷ ژوئیهٔ ۱۹۵۴) سیاستمدار آلمانی است که از سال ۲۰۰۵ تا دسامبر ۲۰۲۱ صدراعظم آلمان بود. وی همچنین از سال‌های ۲۰۰۲ تا ۲۰۰۵ رهبر اپوزیسیون آلمان و بین سال‌های ۲۰۰۰ تا ۲۰۱۸ نیز رهبر اتحادیه دموکرات مسیحی آلمان بوده است. به‌عنوان عضوی از حزب اتحادیه دموکرات مسیحی، وی اولین زنی بود که در تاریخ آلمان به مقام صدر اعظمی این کشور رسید. از مرکل در طول مدت زمامداری‌اش بر آلمان، بارها با نام رهبر دفاکتوی اتحادیه اروپا و قدرتمندترین زن جهان یاد شد. و بسیاری از مفسران، او را رهبر جهان آزاد توصیف کرده‌اند.
آنگلا مرکل که اولین فرزند خانواده بوده است، در سال ۱۹۵۴ در هامبورگ، از پدری کشیش و مادری معلم، زاده شد. خانواده او اندکی پس از تولد وی، به شهر کوچک تمپلین در نزدیکی برلین در جمهوری دمکراتیک آلمان (آلمان شرقی) مهاجرت کردند. او تحصیلات خود را تا مقطع دکترا در رشته شیمی کوانتومی ادامه داد و تا سال ۱۹۸۹ به‌عنوان یک دانشمند محقق به‌کار مشغول بود. پس از انقلاب‌های سال ۱۹۸۹ در آلمان، مرکل وارد سیاست شد و مدت کوتاهی به‌عنوان سخنگوی اولین دولت دموکراتیک آلمان شرقی تحت رهبری لوتار د مزیر مشغول به‌کار بود. بعد از اتحاد دوباره آلمان در سال ۱۹۹۰، مرکل از ایالت مکلنبورگ-فورپومرن وارد بوندستاگ شد. در دولت تحت رهبری صدراعظم هلموت کوهل، وی به وزارت فدرال امور خانواده، سالمندان، جوانان و زنان منصوب شد و کمی بعد، عهده‌دار وزارت فدرال محیط زیست، حفاظت از طبیعت و ایمنی هسته‌ای شد. پس از شکست اتحادیه دموکرات مسیحی در انتخابات فدرال ۱۹۹۸، مرکل به مقام دبیرکلی این حزب رسید. دو سال پس از این و در پی تبعات رسوایی هدایا به حزب اتحادیه دموکرات مسیحی که باعث کنار رفتن ولفگانگ شویبله رهبر این حزب شد، مرکل اولین زنی در تاریخ آلمان بود که مقام رهبری اتحادیه دموکرات مسیحی و همزمان رهبری اپوزیسیون آلمان را عهده‌دار می‌شد.
پس از انتخابات فدرال ۲۰۰۵ در آلمان و شکست حزب سوسیال دموکرات، مرکل جانشین گرهارد شرودر به‌عنوان صدراعظم آلمان در یک دولت ائتلاف بزرگ از اتحادیه دموکرات مسیحی و اتحادیه سوسیال مسیحی بایرن -حزب خواهر آن در ایالت بایرن- و حزب سوسیال دموکرات آلمان شد. مرکل اولین زن در تاریخ آلمان و اولین شهروند سابق آلمان شرقی بعد از اتحاد مجدد آلمان بود که به مقام صدراعظمی آلمان می‌رسید.
پس از کسب نتایج بهتر در انتخابات فدرال سال ۲۰۰۹، مرکل دولتی ائتلافی با حزب دموکرات آزاد آلمان تشکیل داد. اما این ائتلاف در انتخابات فدرال سال ۲۰۱۳ با وجود کسب ۴۱/۵٪ آرا از سوی اتحادیه دموکرات مسیحی، به دلیل اینکه حزب دموکرات آزاد نتوانست وارد بوندستاگ شود ادامه نیافت و سومین دوره زمامداری مرکل دوباره در ائتلاف با حزب سوسیال دموکرات آغاز شد. با وجود ریزش آرای اتحادیه دموکرات مسیحی در انتخابات فدرال ۲۰۱۷ در آلمان، این حزب در چهارمین دوره متوالی بیشترین آرای انتخابات را از آن خود کرد و مرکل برای بار چهارم به مقام صدراعظمی آلمان رسید. این دوره از زمامداری مرکل نیز در ائتلافی بزرگ با حزب سوسیال دموکرات آلمان سپری شد.
مرکل در سیاست خارجی خود بر همکاری‌های بین‌المللی هم در چارچوب اتحادیه اروپا و ناتو و هم بر تقویت روابط اقتصادی ترانس آتلانتیک تأکید کرده است. در سال ۲۰۰۸، مرکل ریاست شورای اروپایی را به عهده داشت و در این مقام نقشی اصلی را در مذاکرات پیمان لیسبون و بیانیه برلین ایفا کرد. مرکل نقشی مهمی در مدیریت بحران مالی جهانی ۲۰۰۷–۲۰۰۸ و بحران بدهی اروپا ایفا کرد. او در مورد طرح محرک اتحادیه اروپا در سال ۲۰۰۸ با تمرکز بر هزینه‌های زیرساختی و سرمایه‌گذاری عمومی برای مقابله با رکود بزرگ مذاکرات فراوانی به انجام رساند. در سیاست داخلی، برنامه مرکل با نام Energiewende بر توسعه بخش انرژی، به همراه حذف تدریجی انرژی هسته‌ای در آلمان، کاهش انتشار گازهای گلخانه ای و افزایش منابع انرژی تجدید پذیر متمرکز شد. اصلاحات در ارتش آلمان که باعث لغو خدمت سربازی شد، اصلاحات مراقبت‌های بهداشتی، واکنش دولت او به بحران مهاجران اروپا در سال ۲۰۱۴ و همه‌گیری کووید-۱۹ در آلمان، از مسائل مهم در دوران صدارت او بوده‌اند او از سال ۲۰۱۴ رهبر ارشد گروه ۷ بود و قبل از آن نیز بین سال‌های ۲۰۱۱ تا ۲۰۱۲ رهبری این گروه را بر عهده داشت. از سال ۲۰۱۴ او طولانی‌ترین دوره رهبری را در بین رهبران کشورهای اتحادیه اروپا کسب کرد. مرکل در اکتبر ۲۰۱۸ در کنوانسیون حزبی اعلام کرد که از مقام رهبری اتحادیه دموکرات مسیحی کناره‌گیری می‌کند و در انتخابات فدرال ۲۰۲۱ آلمان نامزد مقام صدراعظمی برای پنجمین دوره خود نخواهد شد.

## دوره کودکی و نوجوانی

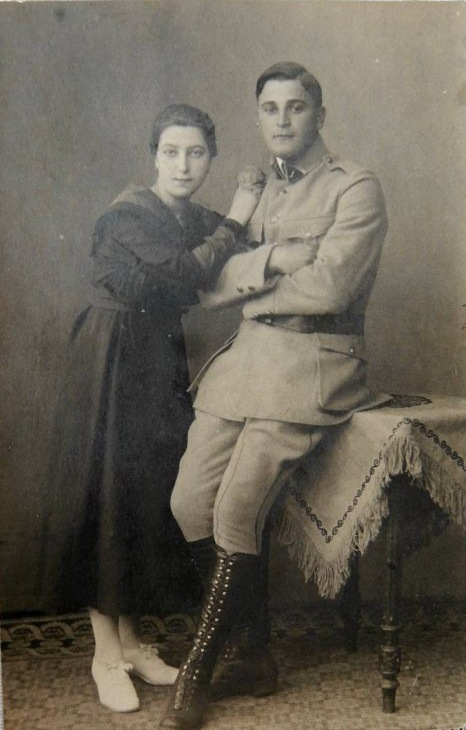
پدربزرگ و مادر بزرگ از خانواده پدری آنگلا مرکل. پدربزرگ وی، لودویگ ماریان کازمیرچاک در لباس ارتش آبی لهستان دیده می‌شود.

آنگلا مرکل با نام آنگلا دوروتئا کاسنر در سال ۱۹۵۴ در شهر هامبورگ در آلمان غربی زاده شد. پدرش، هورست کاسنر (۱۹۲۶ تا ۲۰۱۱، نام خانوادگی پیشین اش: کازمیرچاک) نام داشت که یک کشیش لوتری اهل برلین و مادرش هرلیند کاسنر (۱۹۲۸ تا ۲۰۱۹ با نام خانوادگی پیشین ینچ) معلم زبان انگلیسی و لاتین و اصالتاً اهل گدانسک در لهستان بود که در آن زمان ایالت آزاد دانتسیگ نام داشت و بخشی از پروس در جمهوری وایمار بود. او همچنین یک برادر و خواهر جوانتر از خود با نام‌های مارکوس و ایرنه نیز دارد. مرکل در دوره کودکی و نوجوانی خود در بین هم‌قطاران با نام مستعار کاسی شناخته می‌شد که کوتاه‌شدهٔ نام خانوادگی‌اش کاسنر است.
خانواده آنگلا مرکل دارای پیشینه‌ای آلمانی و لهستانی هستند. پدربزرگ پدری او لودویگ کاسنر (با نام تولد لودویگ ماریان کازمیرچاک) یک پلیس آلمانی با اصالت لهستانی بود که در جنبش‌های استقلال‌طلبانه لهستان در اوایل قرن بیستم شرکت داشت. او با مادربزرگ مرکل، مارگارت، یک زن آلمانی اهل برلین ازدواج کرد و در برلین به‌عنوان پلیس مشغول به کار شد. در سال ۱۹۳۰ او نام خانوادگی لهستانی خود را که کازمیرچاک بود آلمانی کرد و به کاسنر تغییر داد. پدربزرگ مرکل از خانواده مادری، ویلی ینچ یک سیاستمدار اهل دانتسیگ بود. مادربزرگش گرترود آلما، دختر شهردار البلنگ در لهستان فعلی بود. از اواسط دهه ۹۰ میلادی، مرکل آزادانه در مورد ریشه‌های لهستانی خانواده خود صحبت کرده است و خود را یک چهارم لهستانی می‌داند. با این‌حال بحث‌ها در مورد ریشه‌های لهستانی وی بعد از انتشار زندگی‌نامه‌اش در سال ۲۰۱۳ شدت پیدا کردند.
دین نقش اصلی را در مهاجرت خانواده مرکل از آلمان غربی به آلمان شرقی ایفا کرد. پدربزرگ و مادربزرگ پدری مرکل کاتولیک بودند که در زمان کودکی پدرش تماماً به مذهب لوتری گرویدند. پدر مرکل در دانشگاه هایدلبرگ و دانشگاه هامبورگ در رشته الهیات لوتری تحصیل کرد و در سال ۱۹۵۴ هنگامی که آنگلا فقط سه‌ماهه بود، پیشوایی یک کلیسا در کوییتزوو در ایالت براندنبورگ در آلمان شرقی به او پیشنهاد شد که پذیرفت. خانواده او به آلمان شرقی مهاجرت کردند و در تمپلین سکنی گزیدند و مرکل در آنجا در فاصله ۹۰ کیلومتر (۵۶ مایل) از شمال برلین شرقی بزرگ شد.
مرکل در سال ۱۹۶۸ به عضویت انجمن جوانان آزاد آلمانی (FDJ) درآمد که یک جنبش تحت حمایت حزب حاکم کمونیست، حزب اتحاد سوسیالیستی آلمان بود. عضویت در این انجمن در آن زمان اجباری نبود؛ اما وارد شدن به دوره‌های آموزش عالی برای کسانی که عضو این انجمن نبودند دشوارتر بود. او در مراسم سکولار و دولتی رسیدن به سن بلوغ (Jugendweihe) شرکت نکرد، با اینکه شرکت در این مراسم امری عادی در آلمان شرقی به حساب می‌آمد، به جای آن، او در مراسم تأیید که یک رسم مسیحی برای نوجوانان بود شرکت کرد. در این زمان مرکل در چندین دوره‌های آموزشی مارکسیسم لنینیسم شرکت کرد و صرفاً حائز نمره‌ای شد که برای قبولی در امتحان‌های آن کافی بود. مرکل بعدها در مورد زندگی در دوره آلمان شرقی اظهار داشت: زندگی در آلمان شرقی به‌طور کلی ساده بود، چون بر چیزهایی که وجود داشتند نمی‌توانستید به سادگی تأثیرگذار باشید.

## تحصیلات
آنگلا مرکل زبان روسی را در مدرسه آموخت و در دوره تحصیل خود حائز چندین جایزه برای تسلط به زبان روسی و ریاضیات شد. او بهترین دانش‌آموز در درس‌های زبان روسی و ریاضیات بود و دوره دبیرستان خود را با معدل ۱ که بهترین معدل محسوب می‌شود به پایان رساند و در بین سال‌های ۱۹۷۳ تا ۱۹۷۸ در رشته فیزیک در دانشگاه کارل مارکس لایپزیگ تحصیل کرد. پس از پایان دوره تحصیلات دانشگاهی، به مرکل پیشنهاد شد که به‌عنوان استادیار در دانشکده مهندسی دانشگاه خود مشغول به کار شود. پیش‌شرط استخدام در این سمت این بود که او به‌طور مرتب فعالیت‌های همکاران خود را به اشتازی گزارش دهد. مرکل با این بهانه که به اندازه کافی برای همکاری با اشتازی رازدار نیست این شرط را نپذیرفت.
مرکل در بین سال‌های ۱۹۷۸ تا ۱۹۹۰ در مؤسسه مرکزی شیمی‌فیزیک آکادمی علوم برلین در منطقه آدلرزهوف برلین به‌کار و تحصیل مشغول بود. او و همسرش ابتدا در محله میته در برلین ساکن شدند و مرکل سمت دستیار انجمن جوانان آزاد آلمان را عهده‌دار شد. به گفته همکاران سابق‌اش، او در این دوره بنا به مقتضای کاری‌اش، به‌طور علنی به تبلیغ مارکسیسم می‌پرداخت. مرکل این ادعا را تکذیب کرده و گفته که کارش در این دوره محتوای فرهنگی داشته و در زمینه‌های مانند خرید بلیت تئاتر یا هماهنگی برای بازدید سیاستمداران فعالیت می‌کرد. او اضافه کرد: من می‌توانم صرفاً بر حافظه‌ام متکی باشم؛ اگر مشخص شود که چیزی متفاوت بوده، من فقط می‌توانم از کنارش بگذرم.
بعد از اینکه مرکل درجه دکتری (Dr. rer. nat.) خود را در زمینه شیمی کوانتومی در ۱۹۸۶ دریافت کرد، به‌عنوان یک محقق مشغول به کار شد و چندین مقاله به چاپ رساند. او در این زمان توانست در یک کنفرانس در آلمان غربی حضور پیدا کند و همچنین در یک دوره چند هفته‌ای آموزش زبان در دونتسک در جمهوری شوروی سوسیالیستی اوکراین حضور پیدا کرد.
آنگلا در سال ۱۹۷۳ در دانشگاه لایپزیگ به تحصیل فیزیک پرداخت و در سال ۱۹۷۸ به پایان رساند. او در دانشگاه با اولریش مرکل، دانشجوی فیزیک آشنا شد و در ۱۹۷۷ پس از ازدواج با او، نام خانوادگی خود را از «کاسنِر» به «مِرکِل» تغییر داد. او در سال ۱۹۸۶ در رشته شیمی‌فیزیک دکترا گرفت. وی در سال ۱۹۸۸ در مرکز آکادمی علوم با همسر دوم خود، یواخیم زاور (Joachim Sauer) آشنا شد. آن‌ها پس از مدتی با هم ازدواج کردند. آنگلا مرکل که از دو ازدواج خود فرزندی نداشته است، با فرزندان همسر دوم خود که حاصل ازدواج قبلی او هستند، زندگی‌می‌کند.

## فعالیت سیاسی

### آغاز
او در جوانی با اینکه به کمونیسم اعتقاد نداشت، به شاخه جوانان حزب اتحاد سوسیالیستی آلمان پیوست. در آن‌زمان برنامه‌های سیاسی تلویزیون آلمان غربی را پنهانی تماشا می‌کرد.
به هنگام انقلاب‌های ۱۹۸۹ وارد عرصه سیاسی آلمان شد و در سال‌های پایانی دولت کمونیستی آلمان شرقی، در اعتراضات خیابانی شرکت فعالی داشت و به عضویت حزب تازه‌تأسیس «بیداری دموکراتیک» (به آلمانی: Demokratischer Aufbruch) درآمد. او در زمان فروپاشی دیوار برلین، سخن‌گوی این حزب بود.

### ورود به دولت

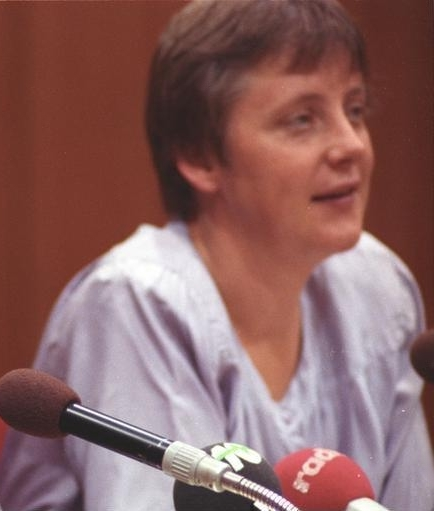
آنگلا مرکل در ۱۹۹۰

مرکل در سال ۱۹۹۰، معاون سخن‌گوی نخستین دولت دموکراتیک جدید در آلمان شرقی پیشین شد. او پس از اتحاد آلمان به آلمان غربی رفت و در آنجا به عضویت حزب محافظه‌کار اتحادیه دموکرات مسیحی آلمان درآمد. در ۱۸ مارس ۱۹۹۰ وی از ایالت مکلنبورگ فورپومرن به مجلس فدرال آلمان (بوندستاگ) راه یافت و قائم‌مقام سخن‌گوی دولت شد. با توجه هلموت کوهل (صدراعظم وقت آلمان) به او، در ۱۸ ژانویه ۱۹۹۱ به عنوان وزیر زنان و جوانان و در سال ۱۹۹۴ به عنوان وزیر محیط زیست، حفظ طبیعت و امنیت رآکتورها مشغول به کار شد. وی تا سال ۱۹۹۸ که به قدرت گرفتن حزب سوسیال دموکرات آلمان به رهبری گرهارد شرودر انجامید، در این مقام بود. بعد از آن برای ائتلاف با سوسیال-دموکرات‌ها برای حکومت در بعضی از ایالات تلاش کرد که به نتیجه‌ای نرسید.

### رهبری حزب
پس از شکست اتحادیه دموکرات مسیحی در انتخابات ۱۹۹۸، مرکل دبیرکل این حزب شد و در سال ۱۹۹۹ پس از رسوایی پرداخت‌های مالی غیرمجاز در این حزب که به برکناری رهبر وقت این حزب ولفگانگ شویبله انجامید به رهبران حزب خود از جمله هلموت کوهل پشت کرد و در سال ۲۰۰۰ به عنوان نخستین زن در تاریخ حزب دموکرات مسیحی آلمان، به رهبری این حزب برگزیده‌شد.
با این حال در سال ۲۰۰۲ ادموند اشتویبر دبیرکل اتحادیه سوسیال-مسیحی بایرن که در پارلمان با اتحادیه دموکرات مسیحی متحد بود، کاندیدای صدراعظمی دو حزب متحد شد. این دو حزب با رهبرانشان (مرکل و اشتویبر) بارها گرهارد شرودر و سوسیال دموکرات‌ها را به عناوین مختلف سیاست‌های اقتصادی غلط، افزایش بدهی‌های کشور و مهم‌تر از همه، تعداد زیاد بیکاران سرزنش می‌کردند. با این حال، اتحاد آن‌ها بار دیگر در سال ۲۰۰۲، بیشتر به‌خاطر سیاست‌های آن‌ها دربارهٔ جنگ عراق از ائتلاف قرمز-سبز به رهبری گرهارد شرودر و یوشکا فیشر شکست خورد.
با افزایش بدهی‌ها و بیکاران کشور در سال‌های ۲۰۰۳ و ۲۰۰۴، فشار بر شرودر و متحدانش بیشتر شد، تا آنجا که اتحادیه دموکرات مسیحی در سایر ایالت‌های آلمان به پیروزی رسید. سوسیال دموکرات‌ها و شرودر برای جبران این شکست‌ها پیشنهاد به‌عقب‌کشاندن انتخابات پارلمانی در سال ۲۰۰۵ را دادند، تا محبوبیتشان میان مردم را به رقبای خود ثابت کنند. در حالی که کارشناسان امیدی به سوسیال دموکرات‌ها نداشتند.

### پیروزی در انتخابات
در انتخابات بوندس‌تاگ در سال ۲۰۰۵ مرکل خود را نامزد صدراعظمی از طرف دو حزب متحد کرد. برخلاف انتظار همه، اتحادیه دموکرات مسیحی رأی بالایی آورد به‌طوری‌که اتحادیه دموکرات مسیحی‌ها و سوسیال مسیحی‌های بایرن یا سوسیال دموکرات‌ها هیچ‌کدام به تنهایی نتوانستند اکثریت پارلمانی را به‌دست بیاوردند. احزاب کوچکتر مانند حزب سبزهای آلمان (اتحاد ۹۰/سبزها) یا دمکرات‌های آزاد که به‌طور سنتی شرکای ائتلافی احزاب بزرگ هستند، این‌بار هیچ‌کدام به میزان کرسی موردنیاز برای ائتلاف با احزاب بزرگتر دست نیافتند. به این ترتیب ائتلاف دمکرات مسیحی‌ها و اتحادیه سوسیال-مسیحی بایرن مجبور شدند برای اداره کشور با سوسیال دموکرات‌ها ائتلاف بزرگ تشکیل دهند. بر طبق مذاکرات ائتلاف بزرگ، سوسیال دموکرات‌ها به صدراعظمی مرکل و کناره‌گیری شرودر از سیاست رضایت دادند به شرط این‌که ۸ وزارت‌خانه بزرگ در دستان آن‌ها باقی بماند. به این صورت آنگلا مرکل نخستین زن صدراعظم کشور آلمان معرفی شد.
به این ترتیب، مرکل به‌عنوان رئیس اتحادیه دموکرات مسیحی آلمان و نخستین زن صدراعظم در تاریخ آلمان، دولت ائتلافی با حزب همپیمانش اتحادیه سوسیال-مسیحی بایرن (CSU) و حزب سوسیال دموکرات آلمان (SPD) را تا سال ۲۰۰۹ رهبری کرد. این ائتلاف پس از دو ماه مذاکره در پی انتخابات فدرال آلمان در ۲۰۰۵ تشکیل شد. پس از انتخابات فدرال در سال ۲۰۰۹ و خروج سوسیال دموکرات‌ها از دولت، مرکل دولت ائتلافی جدید را با مشارکت حزب دموکرات آزاد تشکیل‌داد.

### دوره‌های بعدی
سومین دوره صدراعظمی مرکل پس از انتخابات فدرال ۲۰۱۳ آغاز شد که در آن اتحادیه دموکرات مسیحی ۴۱٪/۵ از کل آرا را به‌دست‌آورد. اما هم‌پیمانانش در حزب دموکرات‌های آزاد در این دوره از انتخابات از ورود به بوندس‌تاگ بازماندند و در نتیجه مرکل دولتی ائتلافی با سوسیال دموکرات‌ها تشکیل‌داد.
مرکل در روز ۲۰ نوامبر ۲۰۱۶ بار قصد نامزدی خود را برای شرکت در انتخابات فدرال آلمان در سپتامبر ۲۰۱۷ اعلام کرد. او پس از پیروزی در این انتخابات برای چهارمین بار به صدر اعظمی آلمان رسید. با پایان این دوره، او دارای طولانی‌ترین دوره صدر اعظمی آلمان می‌شود.

## سیاست مرکل

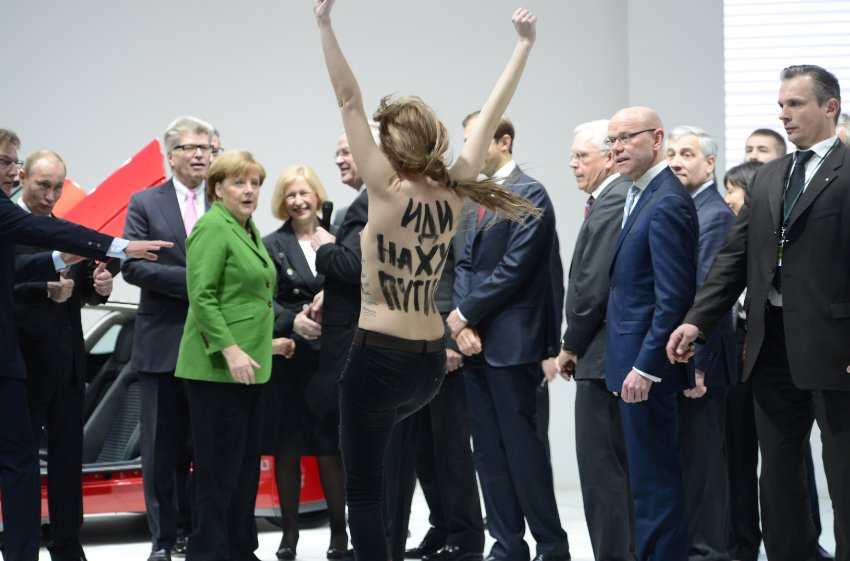
اعتراض گروه فمن به مرکل و ولادیمیر پوتین

او را سیاست‌مداری غیرقابل پیش‌بینی، مرموز، بی‌رحم، و عمل‌گرا می‌خوانند. دربارهٔ مرکل و در واقع سیاست کنونی حزب او گفته می‌شود که او گرایش سنتی آلمان به فرانسه که پایه تشکیل یک اتحادیه اروپای قدرتمند است را می‌شکند و مانند تونی بلر و مارگارت تاچر بیشتر گرایش به نزدیکی با آمریکا دارد. این برای اتحادیه اروپا مسئله مهمی است وگرنه در زمینه سیاست‌های اقتصادی، اختلاف احزاب بزرگ حاکم در اروپا بسیار کم شده است. از او به عنوان مارگارت تاچر قرن بیست و یک یادمی‌شود.
آنگلا مرکل رهبر دفاکتو اتحادیه اروپا خوانده شده است و مجله فوربز دو بار او را دومین شخص قدرتمند جهان نامید که بالاترین رتبه‌ای است که یک زن تاکنون بدان رسیده است.
مرکل در سال ۲۰۱۵ از سوی مجله تایمز به عنوان شخصیت سال برگزیده شد و این نشریه او را صدراعظم دنیای آزاد نامید. وی از روز ۲۶ مارس ۲۰۱۴ رکورد طولانی‌ترین دوره تصدی دولت را در بین سران کشورهای عضو اتحادیه اروپا از آن خود کرده است. همچنین وی در سال ۲۰۱۶ برای دهمین سال به عنوان قدرتمندترین زن دنیا از سوی مجله فوربز برگزیده‌شد.
در سال ۲۰۰۷ مرکل ریاست شورای اروپا و گروه هشت را به عهده داشت و دومین زنی بود که به این مقام برگزیده می‌شد. او همچنین نقشی کلیدی در پیمان لیسبون و اعلامیه برلین ایفا کرد. تقویت پیمان تجاری و سرمایه‌گذاری ترنس-آتلانتیک از اولویت‌های مرکل در تجارت خارجی بوده است. وی همچنین نقشی تعیین‌کننده در مدیریت بحران اقتصادی اروپا داشت و از وی به عنوان تصمیم گیرنده اصلی در حل بحران یادمی‌شود. در سیاست‌های داخلی آلمان، اصلاحات سیستم خدمات درمانی، مشکلات مربوط به آینده توسعه بخش انرژی و همچنین سیاست‌های درهای باز برای سیل مهاجران در سال‌های ۲۰۱۵ و ۲۰۱۶ از عمده‌ترین مسائلی بود که مرکل و دولتش را درگیر کرد.
در مورد حذف سلاح‌های اتمی در آلمان، مرکل، مشارکت انحصاری آلمان را رد و شرط آن را همراهی دیگر کشورهای عضو ناتو اعلام کرده است.
دوشنبه ۶ آوریل آنگلا مرکل اظهار داشت یکی از آموزه‌های پاندمی کرونا این است که آلمان و اروپا باید وابستگی خود به تجهیزات حفاظتی برای کادر درمانی را کاهش دهند. وی بحران ویروس کرونا را «بزرگ‌ترین آزمون برای اتحادیه اروپا» از زمان تأسیس آن خواند. مرکل تأکید کرد که به نفع تمامی اعضای اتحادیه است، در این روزهای سخت یکدیگر را تقویت کنند. وی اضافه کرد برای بقای اتحادیه تنها پیروزی بر ویروس کرونا مهم نیست بلکه بازسازی اقتصاد و جبران خسارت‌های ناشی از کرونا نیز حائز اهمیت است.

## سیاست خارجی

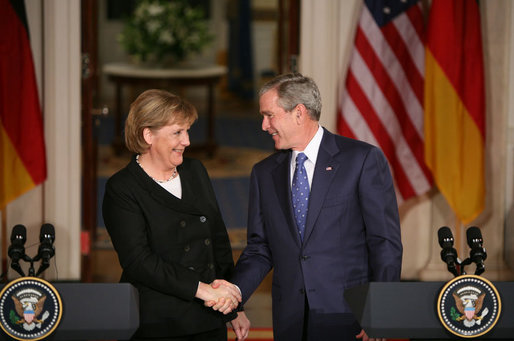
مرکل به همراه جرج بوش، رئیس‌جمهور آمریکا در سال ۲۰۰۷

آنگلا مرکل در زمان جنگ عراق به پشتیبانی از سیاست‌های آمریکا پرداخت. این کار او باعث ایجاد مخالفت‌های شدید در داخل آلمان شد تا جایی که رئیس حزب سوسیال دموکرات، عملکرد و گفته‌های مرکل را «سجده در برابر دولت آمریکا» دانست.
وی معتقد به عضویت ترکیه به عنوان مشارکت‌کننده ممتاز به جای عضویت این کشور در اتحادیه اروپاست.
وی طرفدار برنامه جامع اقدام مشترک (برجام) است و می‌گوید از مدل این پیمان می‌توان برای خلع سلاح کره شمالی استفاده‌کرد.
وی مخالف خروج بریتانیا از اتحادیه اروپا است. اما با این خروج، او به رهبر بی‌رقیب اروپا تبدیل‌می‌شود.